# Dante Maglio
Dante Maglio (Burnaby; 18 de febrero de 1934) es un exárbitro de fútbol canadiense.

## Trayectoria
Recibió el gafete de la FIFA en 1971 y cuatro años después arbitró en los Juegos Panamericanos de Ciudad de México 1975.
También fue asistente en los Juegos Olímpicos de Montreal 1976 y estuvo en un partido de las eliminatorias de Concacaf para el Mundial de Argentina 1978 y España 1982.